# Дмитровский проезд
Дми́тровский прое́зд (до 17 октября 1986 года — Пе́рвый Дми́тровский прое́зд, до 8 сентября 1950 года — проекти́руемый прое́зд № 3437) — проезд в Северном административном округе города Москвы на территории Тимирязевского района.

## История
Проезд получил современное название после упорядочения некомплектных номерных названий улиц. До 17 октября 1986 года назывался Пе́рвый Дми́тровский прое́зд, до 8 сентября 1950 года — проекти́руемый прое́зд № 3437. Современное и историческое названия даны по примыканию к Дмитровскому шоссе, в свою очередь названному по городу Дмитров Московской области.

## Расположение
Дмитровский проезд, являясь продолжением улицы Руставели, с которой он соединяется Бутырским путепроводом над путями Савёловского направления Московской железной дороги и путепроводом Руставели над Дмитровским шоссе, проходит от Дмитровского шоссе на юго-запад параллельно путям Рижского направления Московской железной дороги, пересекает улицу Костякова, далее к нему примыкают Башиловская улица с юго-востока и Тимирязевская улица с северо-запада, проезд проходит далее до улицы Вучетича. Нумерация домов начинается от Дмитровского шоссе.

## Примечательные здания и сооружения
По чётной стороне:
- дд. 4, 4, стр. 3, 4, стр. 4, 4а — ансамбль жилых домов (памятник архитектуры; 1930—1940-е годы);
- д. 10, стр. 1 — Всероссийский нефтегазовый научно-исследовательский институт имени академика А. П. Крылова.

## Транспорт

### Автобус
- 427:  Гражданская —  Савёловский вокзал — Тимирязевская академия —  Коптево —  Лихоборы

### Трамваи
- 27:  Дмитровская — Улица Всеволода Вишневского —  Войковская
- 29:  Дмитровская — Улица Всеволода Вишневского —  Михалково

### Метро
- Станция метро  Дмитровская — у восточного конца проезда, на Бутырской улице.

### Железнодорожный транспорт
- Гражданская Рижского направления Московской железной дороги — юго-западнее проезда, между Чуксиным тупиком и улицей 8 Марта.
- Дмитровская Рижского направления Московской железной дороги — у северо-восточного конца проезда.